# Univerza v Trstu
Univerza v Trstu (uradni italijanski naziv Università degli Studi di Trieste) je univerza s sedežem v Trstu, ki je bila ustanovljena leta 1924 za potrebe univerzitetnega izobraževanja v Tržaški pokrajini (dežela Furlanija - Julijska krajina). Posamezne fakultete oz. oddelki so še v Gorici, Pordenonu, Portogruaru in Vidmu.
Danes ima univerza 12 fakultet in okoli 24.000 študentov.